# Yohannan VIII. Hormizd

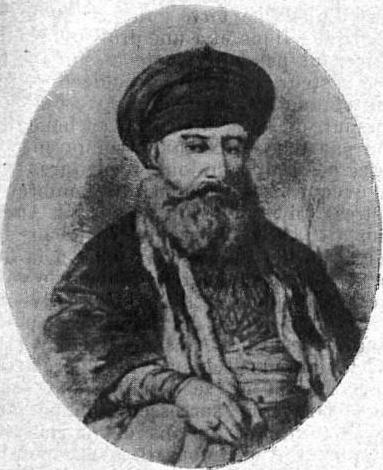
Mar Yohannan Hormizd

Yohannan Hormizd (* 1760 in Alqosh; † 16. August 1838 in Bagdad) war ab 1780 ein ostsyrischer Patriarch, 1783–1830 Patriarchal-Administrator und 1830–1838 Patriarch von Babylon der Chaldäisch-katholischen Kirche.

## Leben
Yohannan (Johannes) Hormizd entstammte dem Hause, in dem das Amt des Katholikos-Patriarchen der ostsyrischen „Kirche des Ostens“ erblich geworden war. Er wurde 1760 als Sohn des Diakons Hanna (Yohannan) Hormizd geboren. Sein Onkel war Patriarch Elias XI. (XII.) Denkha (1722–1778) von Alqosh. Dieser hatte 1744/5 auf die übliche heriditäre Weise einen Neffen, Išoˁyahb mit Namen, zum Thronfolger bestimmt und zum Metropoliten geweiht. Beide legten 1771 ein katholisches Glaubensbekenntnis ab. Infolge familiärer Unstimmigkeiten änderte Patriarch Elias 1772 die festgelegte Nachfolgeregelung. Er weihte 1776 einen anderen Neffen, den 16-jährigen Priester Yohannan Hormizd, zum Bischof und bestimmte diesen zum Nachfolger im Patriarchenamt. Als Patriarch Elias XI. (XII.) 1778 starb, trat trotzdem Išoˁyahb als Elias XII. (XIII.) Išoˁyahb (1778–1804) zunächst unangefochten die Nachfolge an, erlangte 1779 die staatlich-osmanische Anerkennung und widerrief sein katholisches Glaubensbekenntnis. Die romfreundliche Partei erklärte Elias Išoˁyahb daraufhin für abgesetzt und wählte 1780 Yohannan Hormizd, damals Bischof von Mosul, zum (Gegen-)Patriarchen, der sich dem römischen Papst unterstellte. Am 18. Februar 1783 erkannte ihn Rom sowohl als Bischof von Mosul an ebenso wie als Verwalter des Patriarchats von Babylon der Chaldäer mit allen Rechten außer dem Titel und den Insignien eines Patriarchen. (Elias Išoˁyahb zog sich in das Gebirge nach Amadiya zurück, wo er 1804 starb; der von ihm bestellte Thronfolger Hnanišoˁ blieb ohne stärkeren Anhang.)
Die Amtsführung des Yohannan Hormizd ist durch beständige Konflikte gekennzeichnet; er stand im Zentrum widerstreitender Interessen:
- Der Vatikan erstrebte (a) die Festigung seiner Union und der seiner Kirche mit dem Papst, (b) das Ende der Konkurrenz zwischen dem katholisch gewordenen „Patriarchat von Babylon“ und dem gefestigt katholischen „Patriarchat von Diyabakir“ sowie (c) die Beendigung der traditionellen Übertragung des Patriarchenamtes durch innerfamiliäre Thronfolge (gewöhnlich Onkel → Neffe).
- Augustinus Hindi („Patriarch Joseph V.“), Administrator des „Patriarchats von Diyabakir“, suchte – unter ihm selbst als künftigen Patriarchen mit territorial erweiterter Jurisdiktion – die beiden Patriarchate (Diyabakir und Babylon) zu vereinen und ihre Bischofsstühle mit ihm genehmen Kandidaten zu besetzen.
- Yohannan Hormizd und dessen Familie wollten die Rechte ihres Hauses (der heutigen Familie "Aboona/Abuna") für die Zukunft bewahrt wissen, einerseits die Thronfolge des Patriarchats durch Angehörige der eigenen Familie, anderseits ihr (vom Kirchengut schwer zu trennendes) Vermögen, namentlich das Eigentum am Kloster Rabban Hormizd, das seit 1808 durch den begüterten Katholiken Gabriel Dambo aus Mardin (* 1775)[1], einem hartnäckigen Gegner des Yohannan und Parteigänger des Augustinus Hindi, zwecks Betriebs eines Geistlichen Seminars übernommen worden war.

### Die Konkurrenten
Als Folge der familiären Erbansprüche entstand neben diesem Erbstreit auch ein kirchlicher Konflikt zwischen dem Papst und dem Patriarchen. Elias XIII. Išoˁyahb hatte zwar dem katholischen Glauben zugestimmt, aber kein offizielles Unionsabkommen mit dem Heiligen Stuhl in Rom bekundet. Im Gegensatz zu dem amtierenden Patriarchen strebte Bischof Yohannan Hormizd die Glaubensunion mit Rom an. Die Entscheidung Roms fiel jedoch zunächst zu Gunsten des amtierenden Patriarchen aus und Yohannan wurde 1779 zum „Gegenpatriarchen“ gewählt, wodurch es 1780 zur Spaltung des Patriarchats kam.
Yohannan wurde überwiegend durch die christliche Bevölkerung im Gebiet von Mosul anerkannt; hier gehörten auch fünf Bischöfe zu seiner Gefolgschaft. Durch die Anhänger des Patriarchen Elias XIII. wurde Yohannan festgenommen und über drei Monate in Amadiyah inhaftiert. Der Heilige Stuhl in Rom bestätigte Yohannan nicht als Patriarchen, sondern übertrug ihm 1783 das Amt des Metropoliten von Mosul und die Verwaltung des Patriarchats von Babylon.
In den Jahren 1791 bis 1793 verbesserte sich das Verhältnis Yohannans zu Rom, und Yohannan wurde sogar zusätzlich zum Administrator von Amid, (= Diyarbakır) ernannt. Das Verhältnis zu Rom verschlechterte sich jedoch wieder, als Yohannan 1798, ohne römische Zustimmung, einen indischen Priester der Syro-Malabarischen Katholiken zum Bischof weihte, Paul Pandari, nominell von Mar Behnam (Kloster bei Mosul). Erschwerend waren die, seine Person betreffenden, negativen Missionsberichte, die von seinem Gegenspieler nach Rom gesandt worden waren.

### Der Kampf
Als Elias XIII. Išoˁyahb im Jahre 1804 verstarb, trat als nächster Konkurrent Yohannans der Metropolit von Diyarbakir, Augustinus Hindi, auf. Er und seine Anhänger bezweifelten, dass Yohannans Union mit dem Katholizismus aus reiner Überzeugung erfolgt sei, vielmehr solle Yohannan die Union mit Rom als nützliches Machtmittel angestrebt haben.
Seit 1808 war das, der patriarchalischen Familie gehörende, verlassene Kloster Rabban Hormizd bei Alqosh durch Gabriel Dambo, einen begüterten katholischen Laien aus Mardin, und überzeugten Gegner von Yohannan, übernommen und zum Geistlichen Seminar umgestaltet worden. Es folgte ein langjähriger Machtkampf mit Inhaftierungen Yohannans und gegenseitigen Absetzungen. 1818 übersandte Rom Augustinus Hindi († 1827) das Pallium und gewährte ihm 1823 die Vollmacht, Bischöfe zu weihen, was diesen bewog, als Patriarch Joseph V. aufzutreten und gegen Yohannan Hormizd sogar einen eigenen Bischof für dessen Bischofssitz Mosul, Joseph Audo, zu konsekrieren.
Nach Aufhebung des katholischen Patriarchats von Diyarbakır (1830) erhielt Yohannen Hormizd offiziell den Titel eines „Patriarchen von Babylon der Chaldäer“ zuerkannt. Seine beiden ersten Nachfolger, Nikolaus Zaya und Joseph VI. Audo, gerieten zwar in Konflikte mit Rom und stritten um die Patriarchenrechte und den Umfang ihrer Jurisdiktion. Joseph VI. Audo unterwarf sich jedoch letztlich dem Papst.

## Patriarch Yohannan VIII. Hormizd
Nach dem Tode des Augustinus Hindi (alias Joseph V.) im Jahre 1827 begann eine neue Ära. Gabriel Dambo († 1832) übernahm die offizielle Leitung des Klosters. Joseph Audo, der später Yohannans Nachfolger werden sollte und 1825 von Augustinus Hindi zum Bischof von Mosul bestellt worden war, wurde offiziell nach Amadiya transferiert, blieb aber in Alqosh aktiv. Nach der Schlichtung der Machtkämpfe durch zwei Yohannan gewogene päpstliche Delegierte wurde dieser am 5. Juli 1830 durch Papst Pius VIII. mit dem Amt und Titel „Patriarch von Babylon der Chaldäer“ ausgezeichnet. Am 6. April 1834 empfing er in Bagdad das Pallium.
In der Amtszeit von Yohannan VIII. († 16. August 1838) wurde in Mosul, zum Schutz und zur Wahrung des Patriarchats, der Sitz eines römischen Apostolischen Vikars eingerichtet. Gleichzeitig wurde durch den Papst der Nepotismus unterbunden und die familiären Nachfolgegarantien untersagt. Am 13. Oktober 1837 hatte Yohannan in der Person des Gregor Petrus di Natale, chaldäischer Metropolit von Gazarta, einen zum Nachfolger ausersehenen Koadjutor bestellt. Der erneute Versuch, einen Verwandten in die Nachfolge einzuführen, wurde von Rom durch die Ernennung eines ihm genehmen patriarchalischen Koadjutors, des künftigen Patriarchen Nikolaus Zaya, im Keime erstickt.